# Brackstedter Mühle

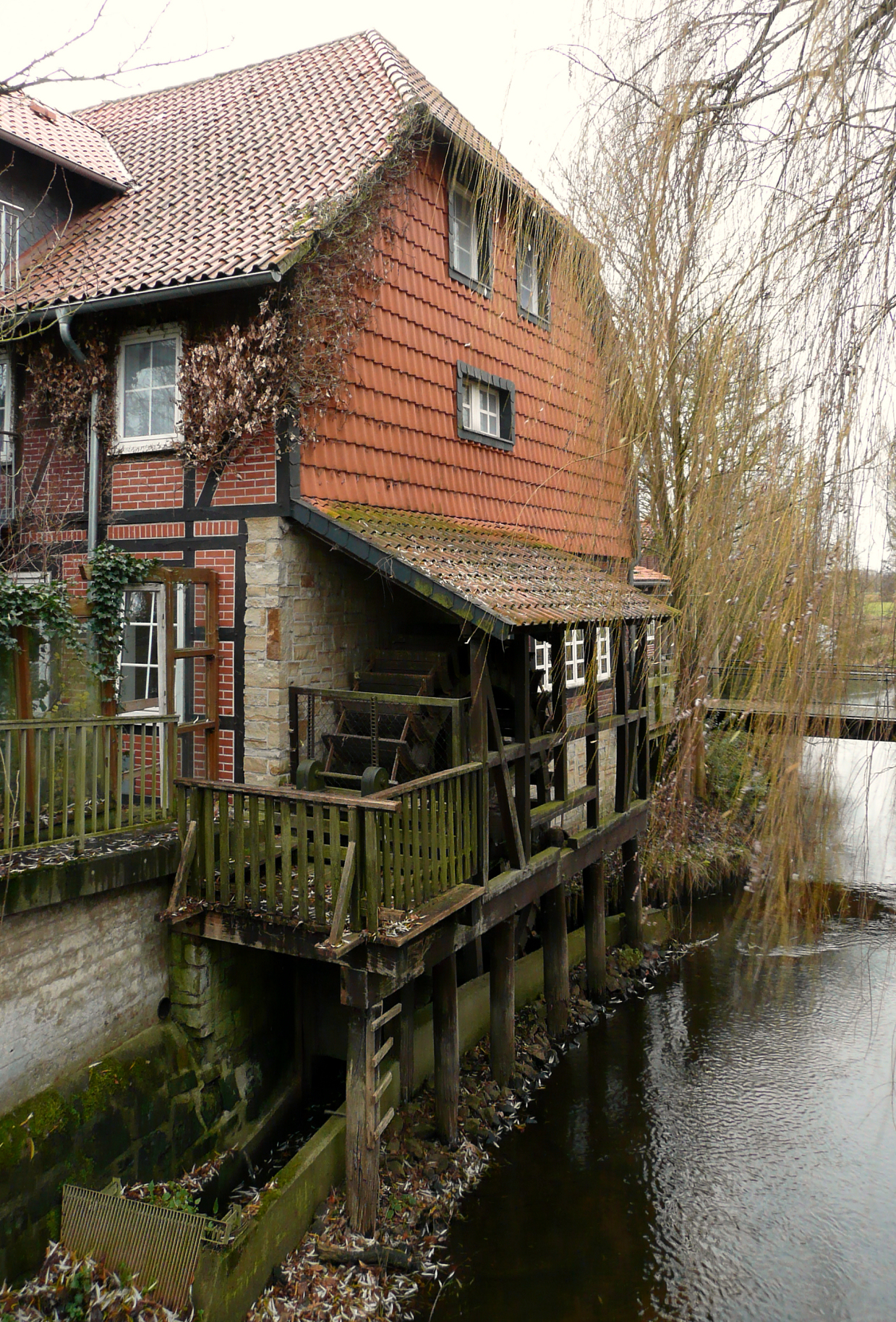
Mühlenrad der Brackstedter Mühle an der Kleinen Aller (2019)

Die Brackstedter Mühle ist eine ehemalige Wassermühle im Stadtteil Brackstedt der Stadt Wolfsburg in Niedersachsen. Ihr unterschlächtiges Mühlrad wurde von der Kleinen Aller angetrieben. Heute ist die Mühle ein Gastronomiebetrieb und eine Station der Niedersächsischen Mühlenstraße. Sie liegt nördlich von Brackstedt außerhalb des Ortes unmittelbar an der Grenze zur Gemeinde Jembke im Landkreis Gifhorn.

## Geschichte
Eine erste Mühle an der Kleinen Aller im Bereich der heutigen Mühle wird erstmals im Jahr 1434 urkundlich erwähnt; aus dieser Zeit ist wenig über die Mühle bekannt. Die ersten Nennungen von Müllern stammen von 1670 mit Claus Hans und 1679 mit Peter Möller. Den Müller Henning Gaden verwarnte das Amt Vorsfelde 1748, weil er das Getreide bei seinen Mahlgästen abholte und Mehl anlieferte. Dies stellte eine Übervorteilung gegenüber anderen Mühlen dar. Deswegen ließ der Vorsfelder Amtsmüller 1750 die Pferde der Brackstedter Mühle konfiszieren. 1825 erbaute der Müller Johann Heinrich Müller das Wohnhaus der Mühle und Teile der Mühlenanlage neu.

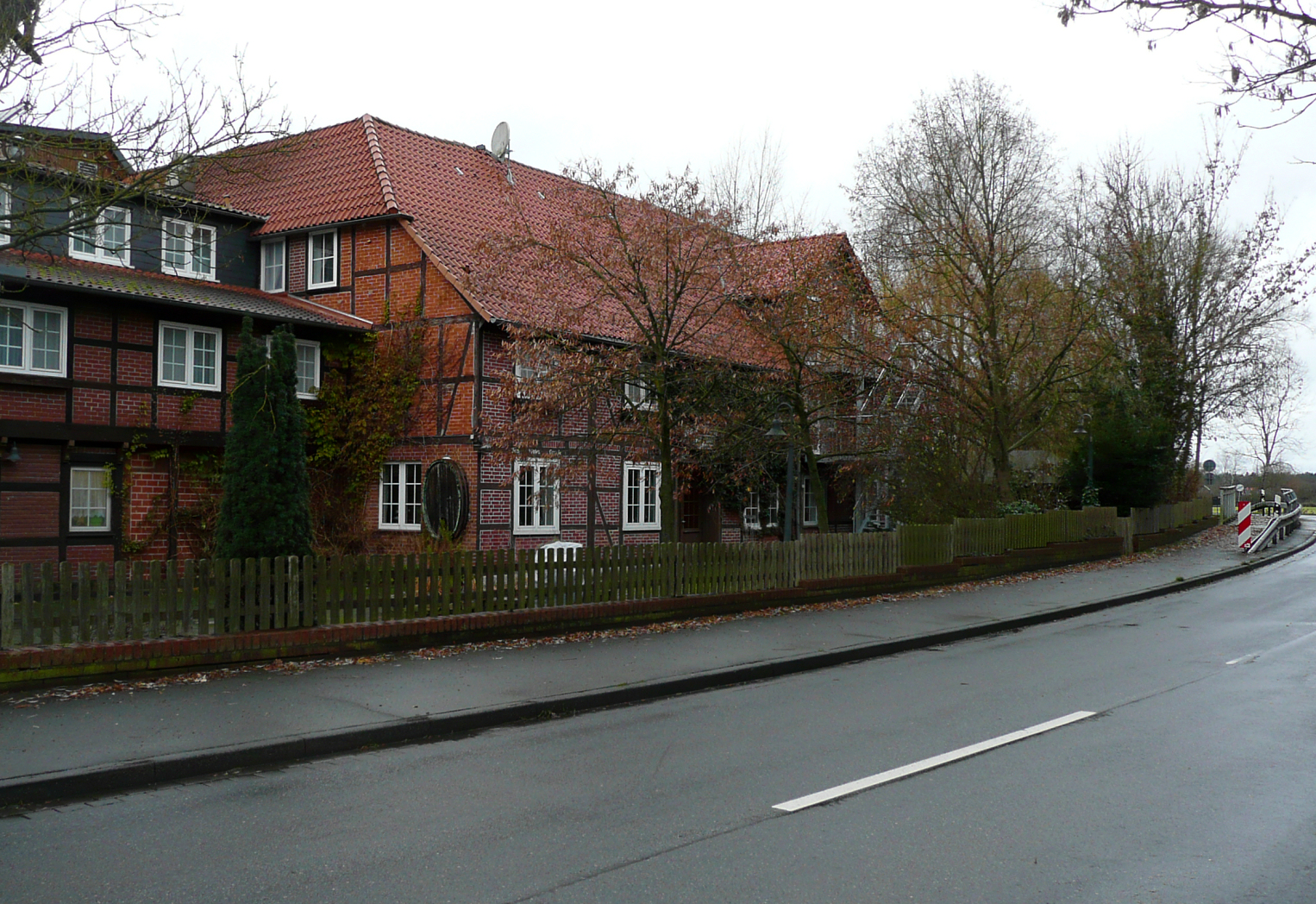
Heutiges, modernisiertes Mühlengebäude

Anfang des 20. Jahrhunderts arbeitete die Mühle mit einem Mahl- und einem Schrotgang. 1936 wurde sie an einen Landwirt weiterverkauft, der die Mehlherstellung einstellte. 1964 beendete er auch das Schroten von Getreide. Bereits 1910 wurde bei der Mühle eine Gastwirtschaft eingerichtet. Nach der Einstellung des Mühlenbetriebes Mitte der 1960er Jahre wurde das Mühlengebäude zu Gastronomiezwecken umgestaltet, denen es seither dient. Im Laufe der Zeit wurde es zum heutigen Hotel und Restaurant mit Saalbetrieb ausgebaut. Bei der Umgestaltung blieben das Wasserrad und die Mühlentechnik erhalten. Im Jahre 2003 wurde das Mühlrad teilrenoviert.